# Emma di Blois
Emma di Blois (953 opp. ca. 954 – dopo il 27 dicembre 1003 opp. dopo il 1º agosto 1004) per matrimonio fu contessa di Poitiers e duca d'Aquitania dal 968 al 995.

## Origine
Era figlia del conte di Blois, di Tours, di Chartres e di Châteaudun, Tebaldo I e di Liutgarda, la figlia femmina secondogenita del conte di Vermandois, di Meaux, di Soissons e di Madrie e di Vexin, signore di Peronne, Senlis e San Quintino e, da poco, anche conte di Troyes, Erberto II (880 – 943) (discendente del Re d'Italia, Bernardo, nipote di Carlo Magno) e di Adele (ca. 895- ca. 931), l'unica figlia del marchese di Neustria e futuro re di Francia, Roberto I, e di Adele del Maine, come è indicato nelle Europäische Stammtafeln, vol II, cap. 10 (non consultate).
Tebaldo I di Blois era figlio del capostipite della casata di Blois-Champagne, il visconte di Blois e di Tours, Tebaldo il Vecchio e della sua prima moglie, di cui non si conoscono né il nome né gli ascendenti; di questo matrimonio non esistono fonti primarie che lo confermino, ma lo storico francese Henri d'Arbois de Jubainville, nel suo Histoire des ducs et des comtes de Champagne fa riferimento ad un documento, datato 980, di una donazione fatta alla chiesa di San Martino di Tours, dalla contessa Liutgarda di Vermandois, assieme ai suoi figli, Ugo, Arcivescovo di Bourges e Oddone (?-† 995), conte di Blois a favore delle anime del conte Tebaldo il Vecchio, della contessa Richilde e del loro figlio, il vescovo Riccardo, definito fratello del defunto marito, Tebaldo, deducendo quindi che la madre di Tebaldo non era Richilde ma una moglie precedente.

## Biografia
Nel 968, secondo il Chronicon Santi Maxentii Pictavinis, Chroniques des Eglises d´Anjou, Emma fu data in moglie al conte di Poitiers e duca d'Aquitania Guglielmo, che secondo il monaco e storico, Ademaro di Chabannes, era figlio del duca d'Aquitania, conte d'Alvernia e conte di Poitiers, Guglielmo Testa di Stoppa e della moglie, Gerloc (917-962, ribattezzata Adele) di Normandia, figlia del duca di Normandia, Rollone (870-927) e della seconda moglie, Poppa di Bayeux.
Guglielmo oltre ad essere un guerriero valoroso (da cui il suo soprannome: Braccio di Ferro o Fortebraccio) che seppe imporre la sua autorità ai visconi ed ai signori del Poitiers, fu anche un adultero, che provocò l'allontanamento della moglie, Emma, a causa dei suoi numerosi adulteri e, secondo lo storico francese Alfred Richard, a causa del suo comportamento perse la moglie (Ob facinus amissae uxoris).
Sembrerebbe che le scarse informazioni che si hanno di lui siano dovute al fatto che i cronisti dell'epoca erano restii a trattare delle infedeltà del duca.
Secondo lo storico Szabolcs de Vajay, la contessa Emma si allontanò dal marito, lasciando la contea di Poitiers, dove risiedeva, nel 976.
Da un documento di donazione, in memoria del marito e del padre di sua madre Liutgarda, datato 978, risulta che Emma, firmataria del documento, in quel periodo si trovava presso la madre, nella contea di Blois.
Dopo la morte della madre, secondo lo storico E. van Houts, Emma ereditò una proprietà vicino a Vernon, che donò all'abbazia di Bourgueil.
Nel 988, sempre secondo il Richard, Emma rientrò a Poitiers, riunendo nuovamente la famiglia.
Poco dopo che Emma si era riunita al marito, nel gennaio del 989, assieme al marito, secondo il cartolario di Saint-Hilaire de Poitiers, fu fondato un ospedale vicino all'abbazia stessa.
Nel frattempo, sempre secondo il Richard, Guglielmo era stato abbandonato nuovamente dalla moglie Emma e dal figlioGuglielmo.
Nel dicembre del 992, però, secondo il Richard, fu fatta una donazione da Guglielmo ed Emma assieme al loro primogenito, Guglielmo, all'abbazia di Saint-Maixent.
Nel gennaio 993, suo marito, Guglielmo, si ritirò nel monastero Saint-Cyprien di Poitiers lasciando il governo del ducato e della contea al figlio Guglielmo; dopo pochi mesi si trasferì nell'abbazia di Saint-Maixent.
Ancora secondo il Richard, Guglielmo, nel 995, prima di morire (996), rinunciò a tutti i suoi titoli.
Emma sottoscrisse il documento n° 17, del Cartulaire de l'abbaye de Saint-Cyprien de Poitiers, datato tra il 990 ed il 1004, di una donazione al convento di San Cipriano e, sempre secondo il Richard, Emma era ancora in vita quando nacque il nipote primogenito, Guglielmo.
L'anno della morte di Emma non è noto, ma secondo gli Obituaires de Sens Tome II, Abbaye de la Trinité de Vendôme, Emma morì il 1º agosto.

## Figli
Emma a Guglielmo diede almeno due figli:
- Guglielmo il Grande[4][9](ca. 969-1030), duca d'Aquitania e conte di Poitiers.
- Ebalus (?-dopo il 997), che morì giovane.

## Ascendenza
|                             |                         |                        | Genitori           |  |  | Nonni |  |  | Bisnonni |  |  | Trisnonni |  |
|                             |                         |                        |                    |  |  |       |  |  | …        |  |  | …         |  |
|                             |                         |                        |                    |  |  |       |  |  | …        |  |  | …         |  |
|                             |                         | …                      |                    |  |  |       |  |  | …        |  |  |           |  |
| Tebaldo il Vecchio di Blois |                         |                        |                    |  |  |       |  |  | …        |  |  |           |  |
|                             |                         | …                      | …                  |  |  |       |  |  |          |  |  |           |  |
|                             |                         | …                      | …                  |  |  |       |  |  |          |  |  |           |  |
|                             |                         | …                      | …                  |  |  |       |  |  |          |  |  |           |  |
| Tebaldo I di Blois          |                         | …                      |                    |  |  |       |  |  |          |  |  |           |  |
|                             |                         | …                      | …                  |  |  |       |  |  |          |  |  |           |  |
|                             |                         | …                      | …                  |  |  |       |  |  |          |  |  |           |  |
|                             |                         | …                      | …                  |  |  |       |  |  |          |  |  |           |  |
| …                           |                         | …                      |                    |  |  |       |  |  |          |  |  |           |  |
|                             |                         | …                      | …                  |  |  |       |  |  |          |  |  |           |  |
|                             |                         | …                      | …                  |  |  |       |  |  |          |  |  |           |  |
|                             |                         | …                      | …                  |  |  |       |  |  |          |  |  |           |  |
| Emma di Blois               |                         | …                      |                    |  |  |       |  |  |          |  |  |           |  |
|                             | Erberto I di Vermandois | Pipino I di Vermandois |                    |  |  |       |  |  |          |  |  |           |  |
|                             | Erberto I di Vermandois | Pipino I di Vermandois |                    |  |  |       |  |  |          |  |  |           |  |
|                             | Erberto I di Vermandois | …                      |                    |  |  |       |  |  |          |  |  |           |  |
| Erberto II di Vermandois    | Erberto I di Vermandois |                        |                    |  |  |       |  |  |          |  |  |           |  |
|                             |                         | Liutgarda di Morvois   | …                  |  |  |       |  |  |          |  |  |           |  |
|                             |                         | Liutgarda di Morvois   | …                  |  |  |       |  |  |          |  |  |           |  |
|                             |                         | Liutgarda di Morvois   | …                  |  |  |       |  |  |          |  |  |           |  |
| Liutgarda di Vermandois     |                         | Liutgarda di Morvois   |                    |  |  |       |  |  |          |  |  |           |  |
|                             |                         | Roberto I di Francia   | Roberto il Forte   |  |  |       |  |  |          |  |  |           |  |
|                             |                         | Roberto I di Francia   | Roberto il Forte   |  |  |       |  |  |          |  |  |           |  |
|                             |                         | Roberto I di Francia   | Adelaide d'Alsazia |  |  |       |  |  |          |  |  |           |  |
| Adele di Neustria           |                         | Roberto I di Francia   |                    |  |  |       |  |  |          |  |  |           |  |
|                             |                         | Adele del Maine        | …                  |  |  |       |  |  |          |  |  |           |  |
|                             |                         | Adele del Maine        | …                  |  |  |       |  |  |          |  |  |           |  |
|                             |                         | Adele del Maine        | …                  |  |  |       |  |  |          |  |  |           |  |
|                             |                         | Adele del Maine        |                    |  |  |       |  |  |          |  |  |           |  |

### Fonti primarie
- (LA)  Ademarus Engolismensis Historiarum.
- (LA)  Chronicon Santi Maxentii Pictavinis, Chroniques des Eglises d´Anjou.
- (LA)  Archives historiques du Poitou Tome III (Poitiers) ("Poitiers Saint-Cyprien").

### Letteratura storiografica
- Louis Alphen, Francia: Gli ultimi Carolingi e l'ascesa di Ugo Capeto (888-987), in <<Storia del mondo medievale>>, vol. II, 1999, pp. 636–661
- (FR)  Preuves de l'Histoire Générale de Languedoc, tome III.
- (FR)  Alfred Richard, Chartes et documents pour servir à l'histoire de l'abbaye de Saint-Maixent, Archives historiques du Poitou Tome XVI (Poitiers) ("Saint-Maixent").
- (FR)  Emile Mabille, La pancarte noire de Saint-Martin de Tours brulée en 1793 (ed. 1866).